# Ardeuil-et-Montfauxelles
Ardeuil-et-Montfauxelles je francouzská obec v departementu Ardensko v regionu Grand Est. V roce 2012 zde žilo 83 obyvatel.

## Poloha obce
Obec leží u hranic departementu Ardensko s departementem Marne. Sousední obce jsou: Gratreuil (Marne), Manre, Marvaux-Vieux a Séchault.

## Vývoj počtu obyvatel
Počet obyvatel